# Malte Burba
Malte Burba (* 13. Mai 1957 in Frankfurt am Main) ist ein deutscher Blechblas-Theoretiker, Musiker und Komponist.

## Leben
Burba stammt aus einer Musikerfamilie und studierte Trompete, Klavier, Musikwissenschaft und Musikpädagogik. Das zusätzliche Studium der Phonetik und Medizin gab ihm wichtige Erkenntnisse und Impulse zur Entwicklung einer neuartigen Blechblasmethode. Burbas Methode, die erstmals die physikalische Besonderheit von Blechblasinstrumenten im Vergleich zu allen anderen Musikinstrumenten exakt definierte und zur Basis eines didaktischen Konzepts gemacht hat, ist inzwischen markenrechtlich geschützt.
Seine Aufnahmen enthalten meist moderne, zeitgenössische und experimentelle Musik unter Einbeziehung von Trompeten, Euphonium, Alphorn, Althorn oder Didgeridoo.

## Lehrtätigkeit
Burba unterrichtete von 1987 bis 2022 am Peter-Cornelius-Konservatorium Mainz sowie von 1992 bis 2022 an der Hochschule für Musik Mainz. 2003 wurde er zum Professor berufen. Seit dem Wintersemester 2009/2010 lehrt er zusammen mit Till Brönner an der Hochschule für Musik Carl Maria von Weber Dresden in Dresden in der Fachrichtung Jazz/Rock/Pop. Vorher lehrte er auch am Jazz-Institut Berlin (2006–2009) sowie an der Musikhochschule in Köln (1989–2002). Er gibt weltweit Workshops. 
Zu seinen bekanntesten Schülern gehören Till Brönner, Joo Kraus, Bill Petry, Axel Dörner, Florian Menzel, Roman Rindberger, Chris Walden und Julian Wasserfuhr.

## Schriften
- „Brass Master-Class“, MDS 2005, ISBN 3-7957-5150-0
- „Brass Master-Class – Die Methode für alle Blechbläser.“, Schott Mainz 2006 (D/E), ISBN 3-7957-5792-4
- „100 Fragen an Malte Burba – Der Blechblas-Ratgeber“, DVO Verlag 2014, ISBN 978-3-943037-28-9
- „100 Fragen an Malte Burba – Der Blechblas-Ratgeber (Band 2)“, DVO Verlag 2016, ISBN 9783943037432

## DVD
- „Brass Master-Class“, Schott Mainz 2006, ISBN 3-7957-6058-5

## CD (Auswahl)
- Duos 1995-2000, von und mit u. a. Heiner Goebbels, Till Brönner, Erwin Stache, Adriana Hölszky.
- The Best of Malte Burba 2011